# Clémence Madeleine-Perdrillat
Clémence Madeleine-Perdrillat, née le 22 novembre 1988 à Paris, est une auteure, scénariste et réalisatrice française. Travaillant pour le cinéma, la télévision mais également la littérature jeunesse, elle aborde diverses thématiques : Irrésistible (création et direction artistique), Les Gouttes de Dieu (écriture, épisodes 4, 6,7), Tapie (écriture, épisodes 2 & 7), En thérapie (saison 2, direction d'écriture), Nona et ses filles, (co-création et écriture). Elle travaille également sur les séries Nox, Ovni(s) (saison 1), Mixte (ateliers et épisode 8) et Split.
Elle participe à l'écriture des courts métrages Les Bigorneaux de Alice Vial (César du meilleur court métrage en 2017) et Les Mauvais Garçons de Elie Girard (César du meilleur court métrage en 2023). 
En 2019, elle écrit et réalise avec Nathaniel H'Limi la série La Vie de Château, dont le premier épisode remporte le prix du jury pour un format télévisé au festival international du film d'animation d'Annecy. Chaque épisode est décliné en série littéraire pour l'École des Loisirs. 
Les cinq autres épisodes sont achevé fin 2024. L'épisode 5 "Le Fantôme de Versailles" reçoit le prix du jury au festival d'Annecy en juin 2024.
Depuis septembre 2022, elle co-dirige le cursus écriture et création de séries de la Fémis aux côtés de Quoc Dang Tran et Harold Valentin.

## Festivals
- Irrésistible @ Festival de la Fiction 2023 (La Rochelle)
- Les Gouttes de Dieu, Split @ Séries Mania 2023
- Tapie @ Cannes Séries 2023
- En Thérapie, saison 2 @ Séries Mania 2022
- Nona et ses Filles @ Séries Mania 2021

## Récompenses
- Annecy 2019 - Prix du jury pour un spécial TV - La Vie de Chateau[8]
- Venice Film Festival 2018 - Best VR Story Award - L'Île des Morts[9]